# Nicosia Norte
Nicosia del Norte (en turco: Kuzey Lefkoşa, en griego: Βόρεια Λευκωσία), también llamada en su forma turca como Lefkoşa, es la capital y la ciudad más grande del estado de facto de la República Turca del Norte de Chipre. Es la parte septentrional de la ciudad dividida de Nicosia y se rige por el municipio metropolitano turcochipriota de Lefkoşa. En 2011, Nicosia del Norte tenía una población de 61.378 y un área metropolitana con una población de 82.539.
A raíz de la violencia entre comunidades de la década de 1960, la capital de la República de Chipre se dividió entre grecochipriotas y turcochipriotas; comunidades en el sur y norte, respectivamente, en 1963.  Un golpe dado por la junta militar griega en un intento para unir la isla con Grecia en 1974 condujo a la invasión turca de Chipre, y la comunidad internacional considera desde entonces que Nicosia del Norte está bajo la ocupación turca.
La ciudad es el centro económico, político y cultural de la República Turca del Norte de Chipre, con muchas tiendas, restaurantes y centros comerciales. En ella se ubica una ciudad histórica fortificada, que tiene como centro la Plaza Atatürk, y un área metropolitana moderna, desarrollada en torno a la Avenida Mehmet Akif y que concentra los principales centros de negocios y de entretenimiento.
Descrita como una ciudad con altos niveles de bienestar, ha conocido un gran crecimiento y desarrollo urbano en el siglo XXI, con la construcción de nuevas carreteras y altos edificios. Recibe un importante número de turistas y en ella se celebran numerosas actividades culturales, entre los cuales se cuentan festivales internacionales de teatro y música. Con una población estudiantil de más de 34.000 personas, Nicosia del Norte es un importante centro de educación e investigación y es la sede de tres universidades, de las cuales la Universidad del Cercano Oriente es la mayor de la zona.

## Historia

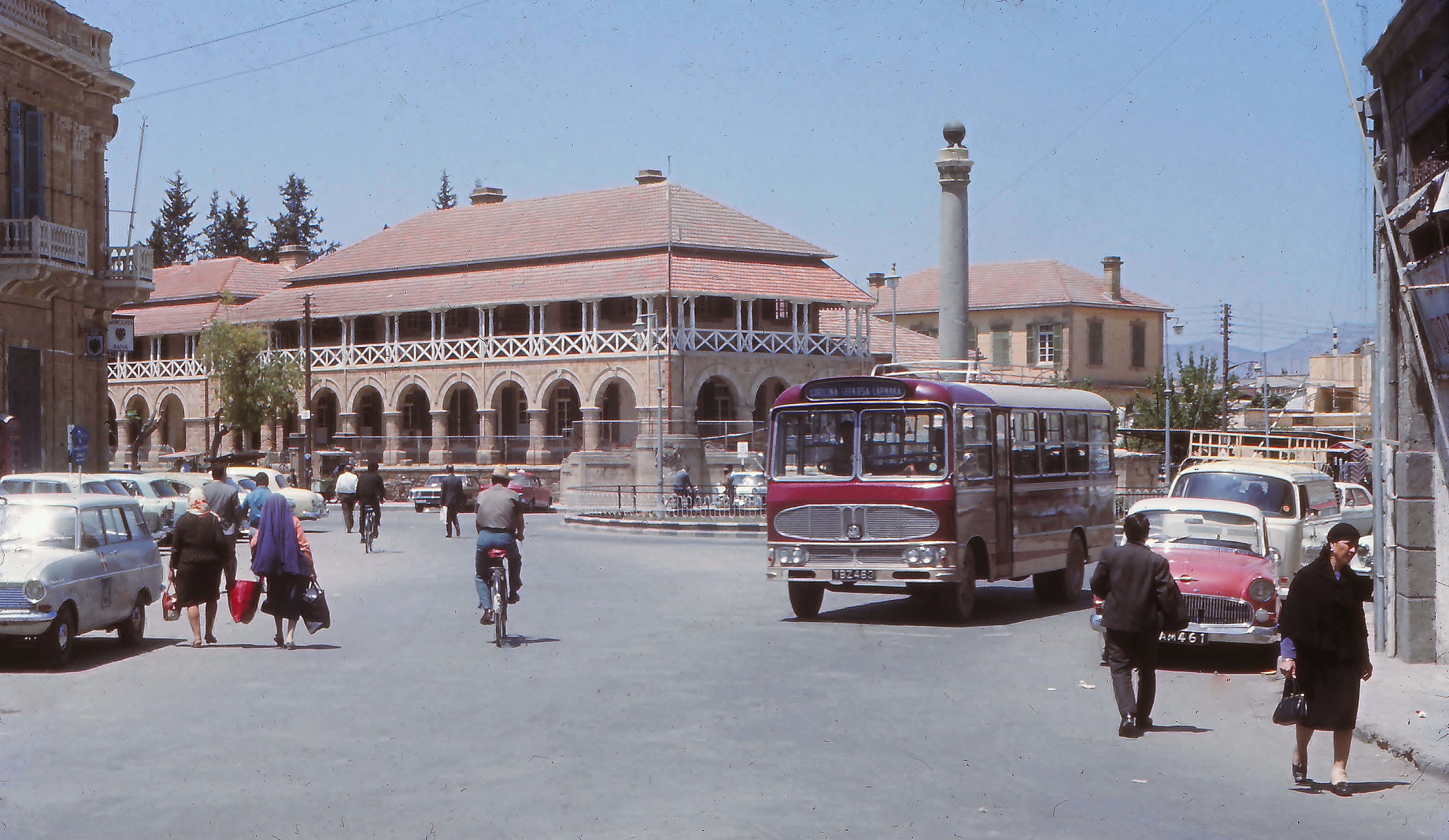
Sarayönü en 1969.

Palacio de Justicia (2021).

En 1963, a raíz de las enmiendas constitucionales por parte de los grecochipriotas que fueron rechazadas por los turcochipriotas, la violencia entre comunidades estalló. Nicosia quedó dividida en dos partes, la grecochipriota y la turcochipriota, por la Línea Verde, así llamada por el color de la pluma utilizada por el funcionario de las Naciones Unidas para dibujar la línea en un mapa de la ciudad.
Esto dio como resultado el cese de la participación turcochipriota en el gobierno, y después de más violencia entre comunidades en 1964, un número de turcochipriotas se trasladó al barrio turco de Nicosia, causando graves hacinamientos.
El 15 de julio de 1974, hubo un intento de golpe de Estado dirigido por la junta militar griega para unir la isla con Grecia. El golpe de Estado derrocó al presidente Makarios III y lo sustituyó por el nacionalista pro-enosis Nikos Sampson. El 20 de julio de 1974, el ejército turco invadió la isla, por temor a que el golpe pudiera dar lugar a la enosis. La invasión se hizo en dos fases. La segunda fase se llevó a cabo el 14 de agosto de 1974, cuando el ejército turco avanzó sus posiciones, consiguiendo capturar hasta el 37 % del territorio chipriota, incluyendo la parte norte de Nicosia y las ciudades de Kyrenia y Famagusta.
El 23 de abril de 2003, el cruce de Ledra Palace se abrió a través de la Línea Verde, la primera vez en que se permitió cruzar de una parte a otra desde 1974. A esto le siguió la apertura de Agios Dometios, que se convirtió en un punto de cruce, el 9 de mayo de 2003. El 3 de abril de 2008, el cruce de la calle Ledra también se volvió a abrir.

## Administración

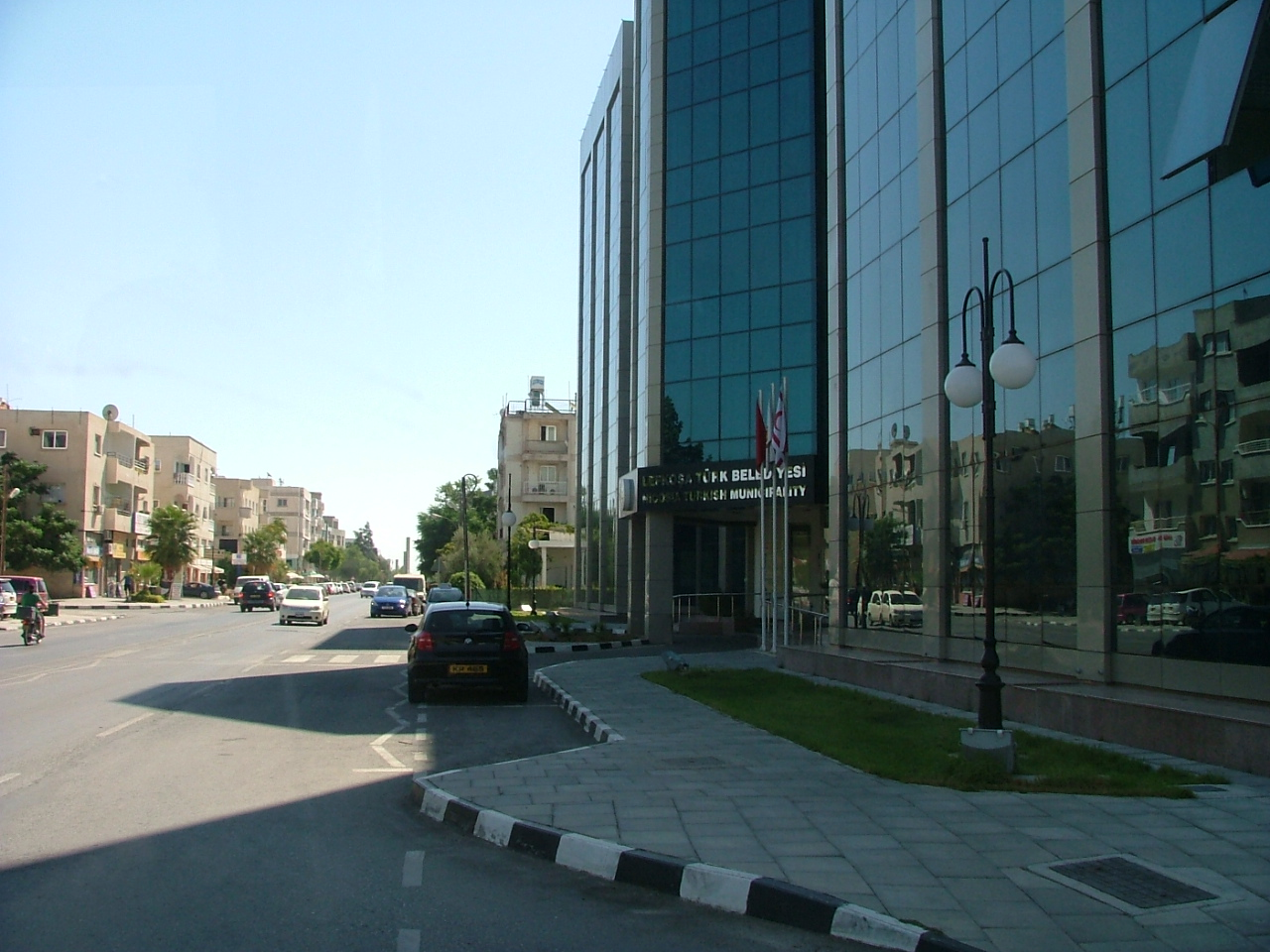
Ayuntamiento de Lefkoşa.

Como capital fronteriza del país vecino, Nicosia del Norte es el centro político, económico y cultural de Chipre del Norte. Nicosia del Norte alberga a los municipios de la República Turca del Norte de Chipre. La ciudad es gobernada por el municipio metropolitano turcochipriota de Lefkoşa, que es reconocido por la Constitución de la República de Chipre.
El Municipio metropolitano de Lefkoşa está encabezada por el alcalde, Mehmet Harmanci del Partido de la Democracia Comunitaria (TDP).
Llegó al poder en las elecciones locales de 2014 con el 38 % de los votos, derrotando a los candidatos de los dos partidos principales que fueron considerados como candidatos con mayores posibilidades por los medios de comunicación turcochipriotas en una hazaña que fue vista como una gran victoria sorpresiva. La organización de la municipalidad cuenta con un consejo de ciudad de 22 miembros, compuesto por 8 concejales del Partido Republicano Turco (CTP), 6 del Partido de Unidad Nacional (UBP), 6 del Partido Comunitaria Democracia, 1 del Partido Democrático (DP -UG) y 1 del Partido Nuevo Chipre (YKP).

### Alcaldes del Municipio de Lefkoşa
A continuación se muestra una lista de los alcaldes de la municipalidad metropolitana turcochipriota de Lefkoşa desde su creación en 1958:
- Tahsin Gözmen: 1958–1962
- Cevdet Mirata: 1962–1962
- Fuat Celalettin: 1962–1968
- Ziver Kemal: 1969–1976
- Mustafa Akıncı: 1976–1990
- Burhan Yetkili: 1990–1994
- Şemi Bora: 1994–2002
- Kutlay Erk: 2002–2006
- Cemal Metin Bulutoğluları: 2006–2013
- Kadri Fellahoğlu: 2013–2014
- Mehmet Harmancı: 2014–actualmente en el cargo

### Barrios
Nicosia del Norte está organizada en varias divisiones administrativas conocidas como mahalleler (en singular: mahallesi), que vienen a ser como barrios. Cada uno de estos barrios está encabezado por un muhtar, que es elegido por los residentes en las elecciones locales. Hay 25 barrios dentro de la jurisdicción del municipio metropolitano de Lefkoşa, 12 de ellos en la ciudad amurallada y 13 en el exterior. Se ofrece a continuación la lista de estos barrios, ordenados según la población que tenían en el censo de 2011:

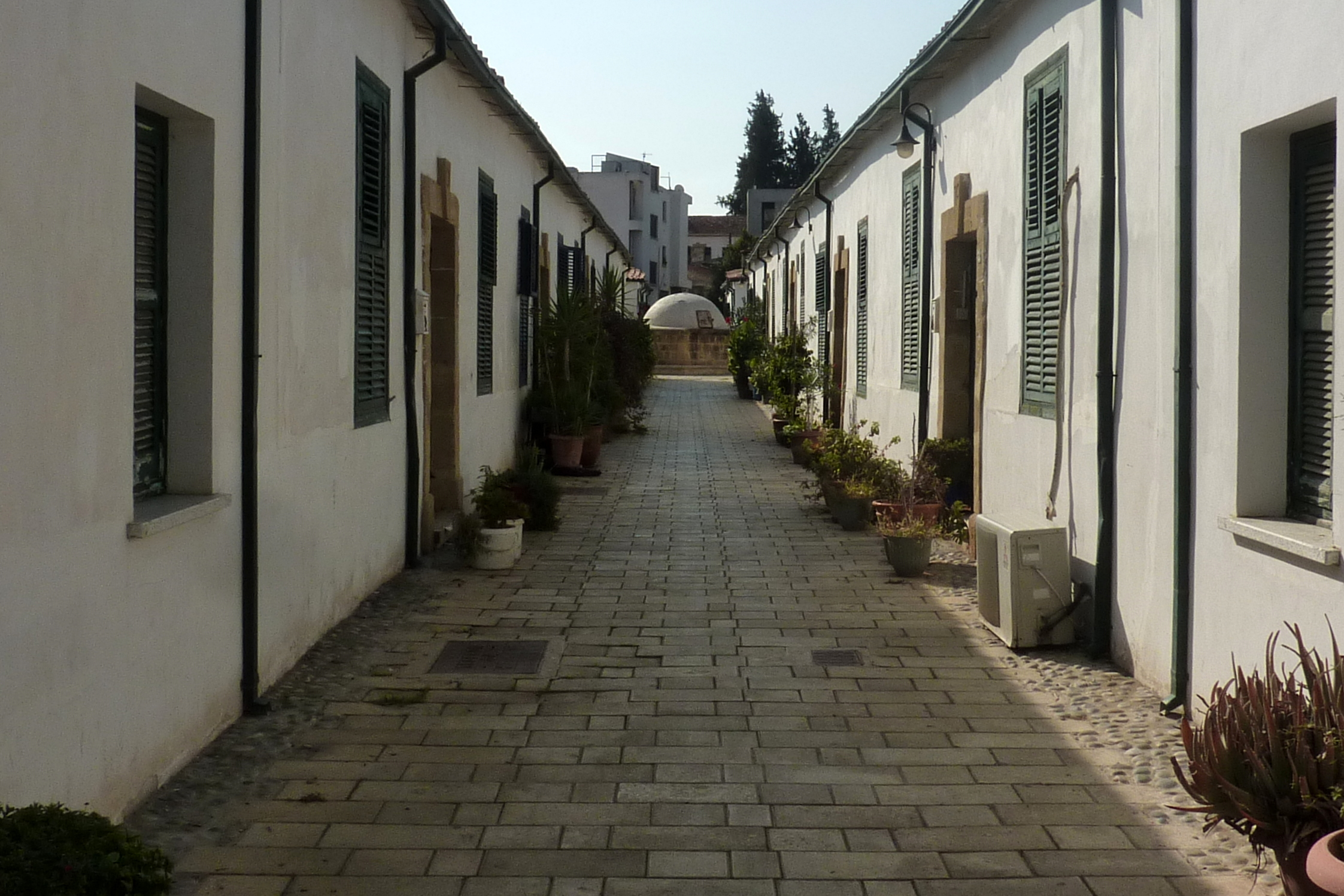
El histórico barrio Samanbahçe.

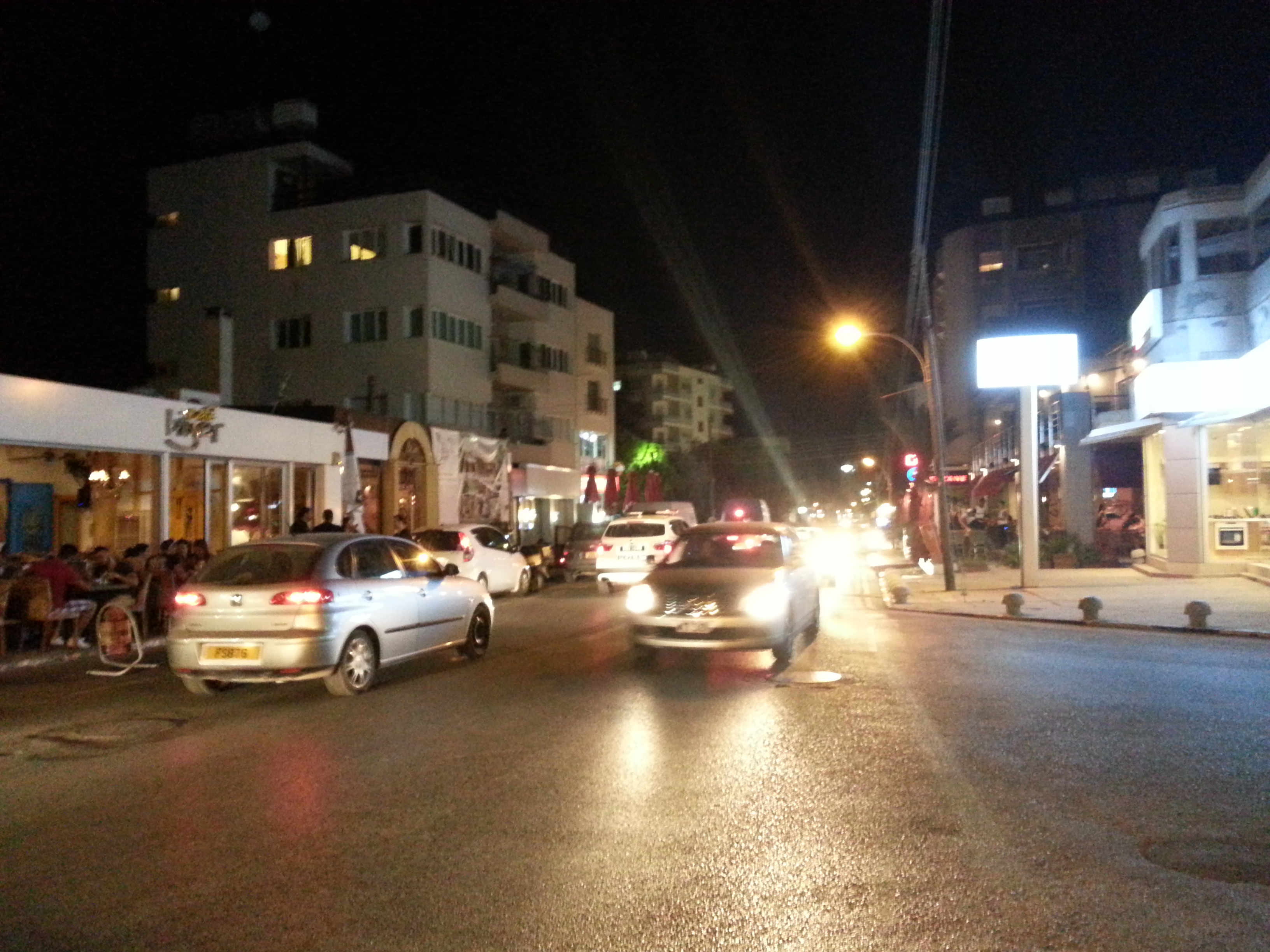
La Avenida Mehmet Akif en la noche.

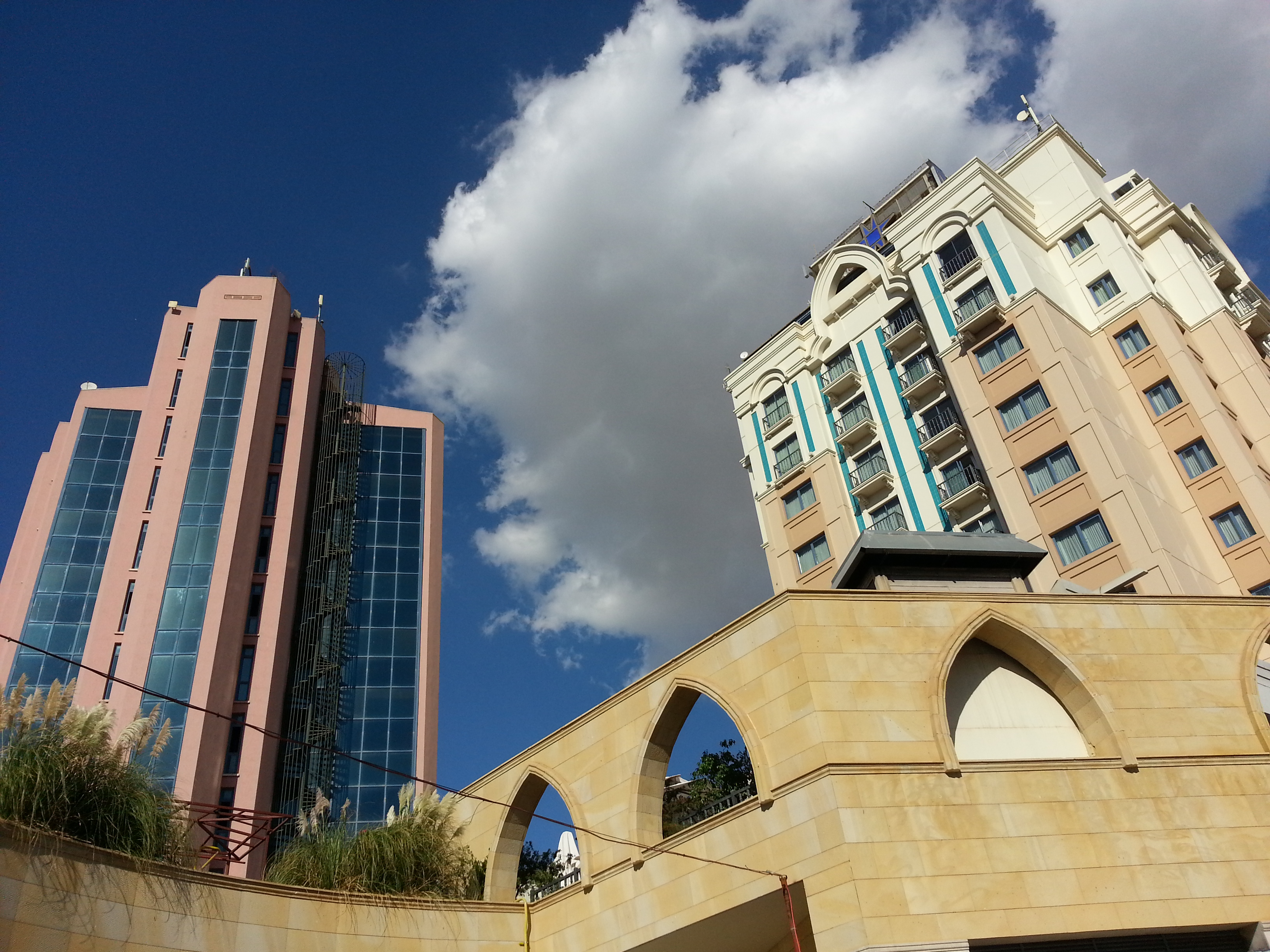
Una vista en la Avenida Bedrettin Demirel, en Kumsal.

| Trimestre      | Popularidad |
| -------------- | ----------- |
| Küçük Kaymaklı | 10,572      |
| Ortaköy        | 8,868       |
| Hamitköy       | 5,338       |
| Haspolat       | 4,204       |
| Taşkınköy      | 3,847       |
| Yenişehir      | 3,715       |
| Kızılay        | 3,535       |
| Marmara        | 3,081       |
| Göçmenköy      | 3,003       |
| Köşklüçiftlik  | 2,939       |
| Aydemet        | 2,314       |
| Kumsal         | 1,855       |
| Yenicami       | 1,663       |
| Çağlayan       | 1,307       |
| Selimiye       | 878         |
| Akkavuk        | 793         |
| Abdi Çavuş     | 568         |
| İbrahimpaşa    | 566         |
| Arabahmet      | 561         |
| Ayluka         | 489         |
| Karamanzade    | 351         |
| Mahmutpaşa     | 314         |
| Kafesli        | 233         |
| İplikpazarı    | 229         |
| Haydarpaşa     | 155         |

## Urbanización y Arquitectura

### La ciudad amurallada

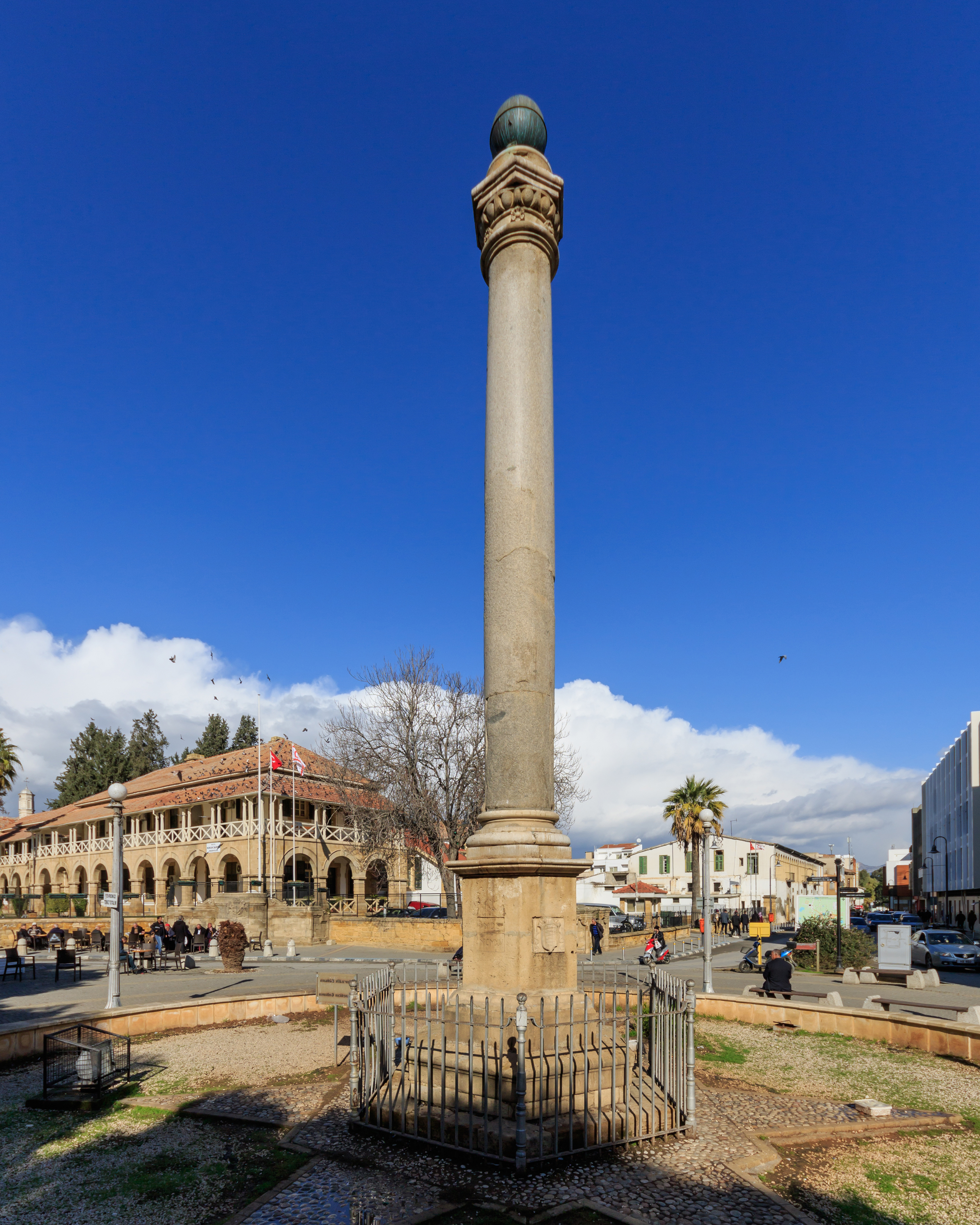
Sarayonu.

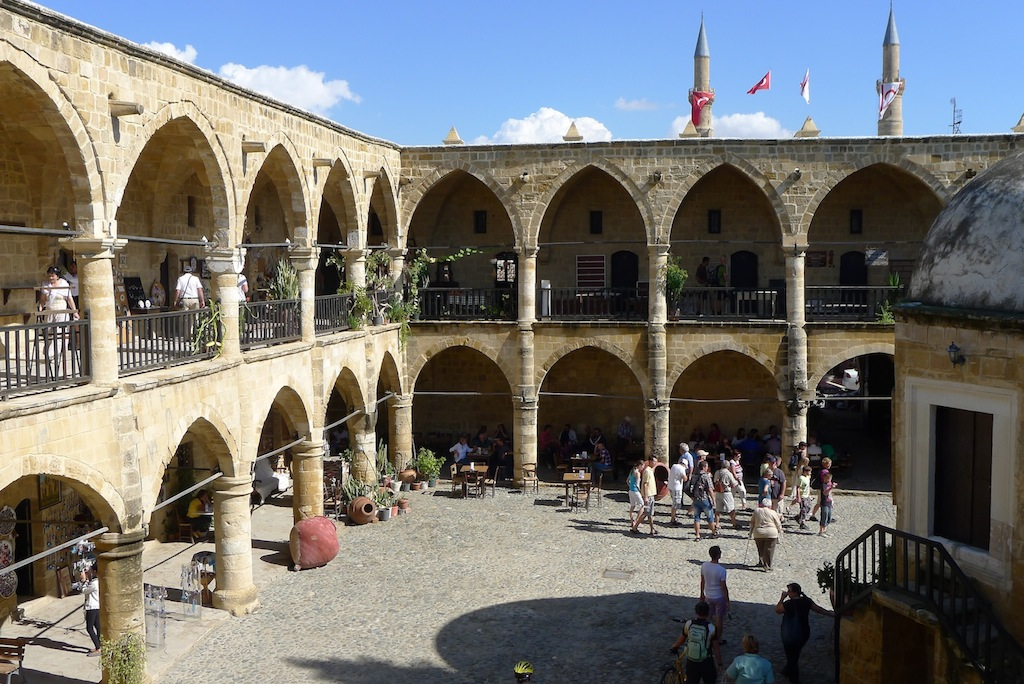
El Büyük Han.

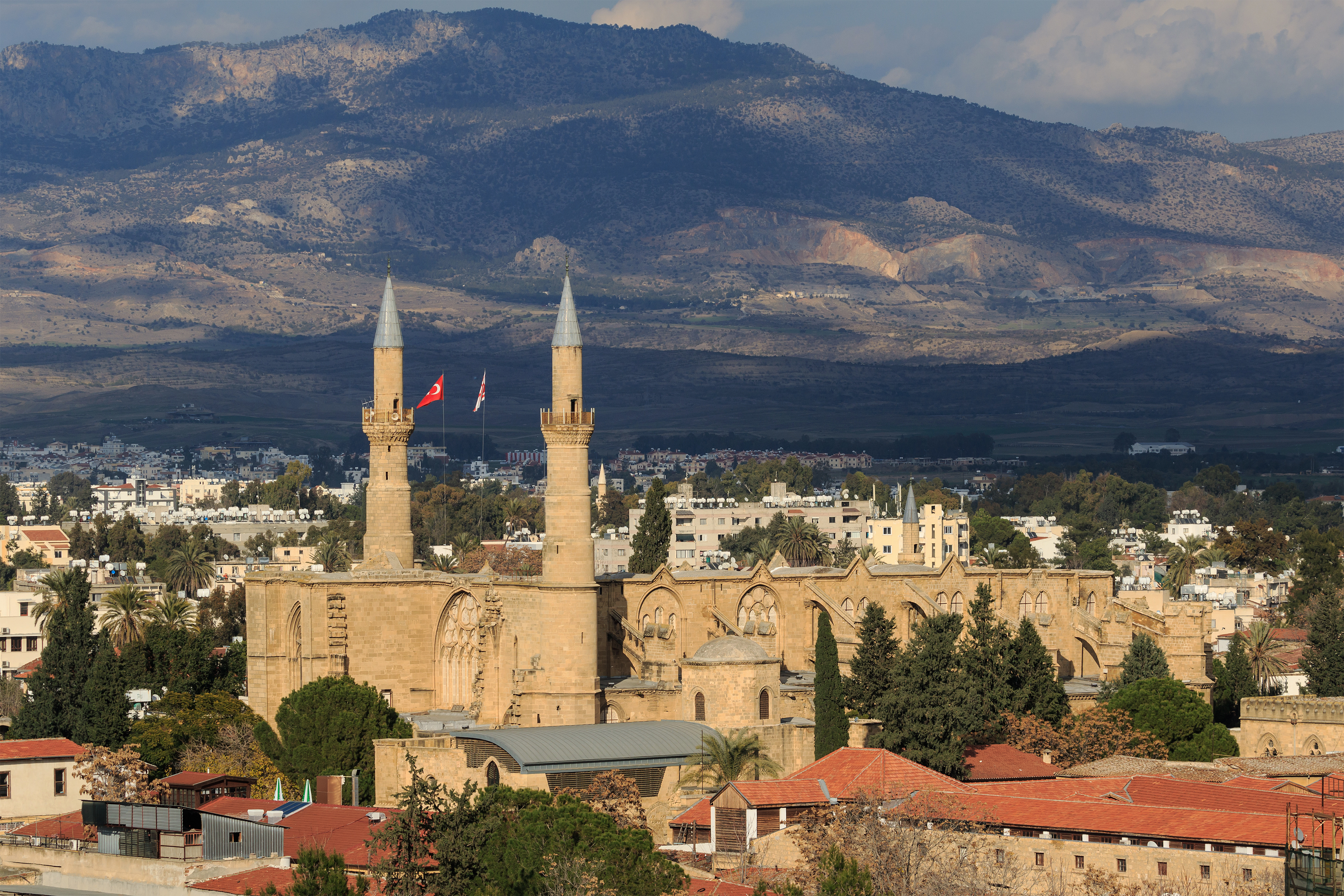
La Mezquita de Selimiye.

La ciudad amurallada de las dos Nicosia es muy rica en historia, cultura y arquitectura. La parte norte es más rica en edificios históricos y obras culturales, conservando el barrio de Selim su carácter histórico y una atmósfera característica. La ciudad amurallada en general ha sido declarada área protegida por el Departamento de Antigüedades turcochipriota, y 672 edificios y lugares de valor histórico se han registrado en ella.
En el centro de la ciudad amurallada se encuentra la plaza de Atatürk, más conocida como Sarayonu. La plaza ha sido denominada como "el corazón de Nicosia" e históricamente ha sido el centro cultural de la comunidad turcochipriota. Los primeros ministros de Turquía que han visitado la isla han pronunciado en ella sus discursos, tanto antes como durante el conflicto de Chipre. Todavía alberga concentraciones de masas durante las campañas políticas y en ella se ubica la sede del Partido de Unidad Nacional. En medio de la plaza se encuentra la Columna de Venecia: conocida simplemente como "el Obelisco" ("Dikiltaş") por los locales, simboliza el gobierno del país. La columna fue traída desde la antigua ciudad de Salamina por los venecianos en 1550. Los escudos de seis familias nobles italianas aún se conservan en la parte inferior de la columna, pero no se conserva la estatua del león que estaba en la parte superior y que ha sido sustituida por una bola de cobre. En la plaza estaba también el palacio de los Lusignan, pero fue sustituido por el gobierno británico por los tribunales de justicia que se contemplan hoy en día.
La Avenida Girne conecta Sarayonu con la Puerta de Kyrenia y la Plaza İnönü en frente de ella. La avenida ha sido descrita como "el símbolo de la ciudad amurallada", y está llena de tiendas y restaurantes. Desde 2015 hay en marcha un proyecto para rediseñar la zona y dotarla de una mejor infraestructura, mayor armonía visual y accesibilidad.
Cerca de la entrada a la ciudad amurallada, al oeste de la avenida de Girne, se encuentra el barrio de Samanbahçe, construido en el siglo XIX por el gobierno, considerado como el primer ejemplo de viviendas de interés social de la isla. Las casas son uniformes y contiguas, y en el centro de esta zona hay una fuente histórica. Siendo una zona residencial, el barrio es considerado como una de las mejores representaciones de la cultura chipriota.
Más al sur, al lado del puesto de control de la calle Ledra, está la zona peatonal de Arasta, inaugurada en 2013 y formada por una red de calles comerciales e históricas. Es una zona muy frecuentada por los turistas y refleja la tradición comercial oriental, con sus puestos de alimentos y artículos tradicionales.
Cerca de Büyük Han, se ubica el mayor caravasar de la isla, considerado como uno de los mejores edificios de la Isla de Chipre y construido en 1572 por los otomanos. El edificio cuenta con 68 habitaciones y una pequeña mezquita en el centro, y en la actualidad funciona como un centro cultural turístico muy frecuentado, con tiendas de recuerdos y artesanías, cafeterías con comida tradicional y actividades culturales, entre las cuales cabe mencionar conciertos de ópera a pequeña escala. Justo al otro lado de la carretera está la Kumarcılar Hani, una especie de fonda o pensión, construida en el siglo XVII y muy representativa de las pensiones comerciales otomanas. Otro punto central en la ciudad amurallada es la mezquita de Selimiye, construida originalmente como la catedral de Santa Sofía. La mezquita es el principal centro religioso en el norte de Chipre. Fue construida entre 1209 y 1228 por la Iglesia latina de Chipre, en un estilo gótico que se asemeja al de las catedrales francesas. Sus columnas son más antiguas, de la época romana, lo que indica la posible presencia de una iglesia bizantina antes de su construcción. El lugar, que solía ser el punto de coronación de los reyes de Lusignan, se convirtió en la mayor mezquita de la isla con la llegada de los otomanos en 1571. En la actualidad, es uno de los símbolos de la ciudad. Al lado de la mezquita está el Bedesten, una gran iglesia griega construida en estilo bizantino y gótico, entre los siglos XIV y XVI. Fue utilizada como mercado en la época otomana y en la actualidad se utiliza como un centro cultural donde se realizan diversas actividades culturales, tales como conciertos y festivales. Los dos edificios tienen vistas a una plaza, llamada la Plaza de Selim, que también alberga una rica actividad cultural y espectáculos de danza ocasionales. En la plaza de Selimiye también se sitúa la biblioteca del sultán Mahmud II, que alberga manuscritos en turco, árabe y persa con más de 500 años de antigüedad, considerados como finos ejemplos de caligrafía.
Entre los barrios de la ciudad vieja cabe mencionar los de Yeni Cami y Arabahmet. El barrio de Yeni Cami alberga la mezquita Pasha Haidar, que era considerada la segunda catedral más grande de la ciudad antes de su conversión por los otomanos. De estilo gótico, destacan en ella sus puertas, ricamente talladas. El barrio de Arabahmet alberga la mezquita Arabahmet, construida en 1845.

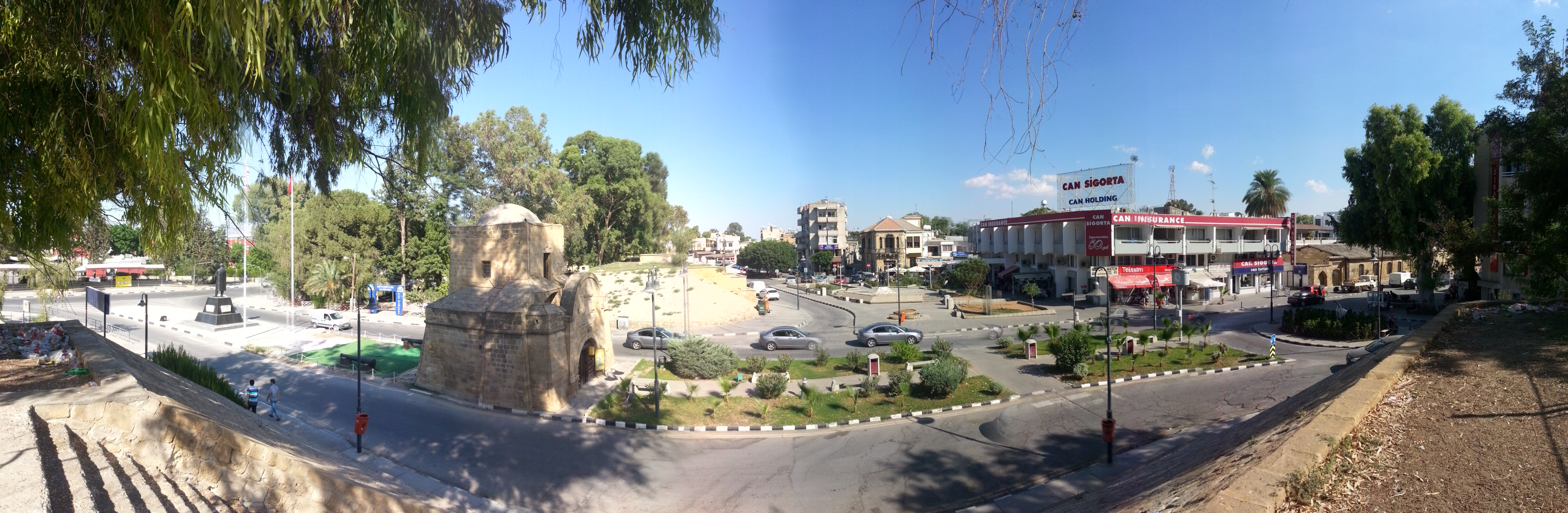
La Puerta de Kyrenia y la plaza İnönü, a la entrada de la ciudad amurallada.

### Área Metropolitana

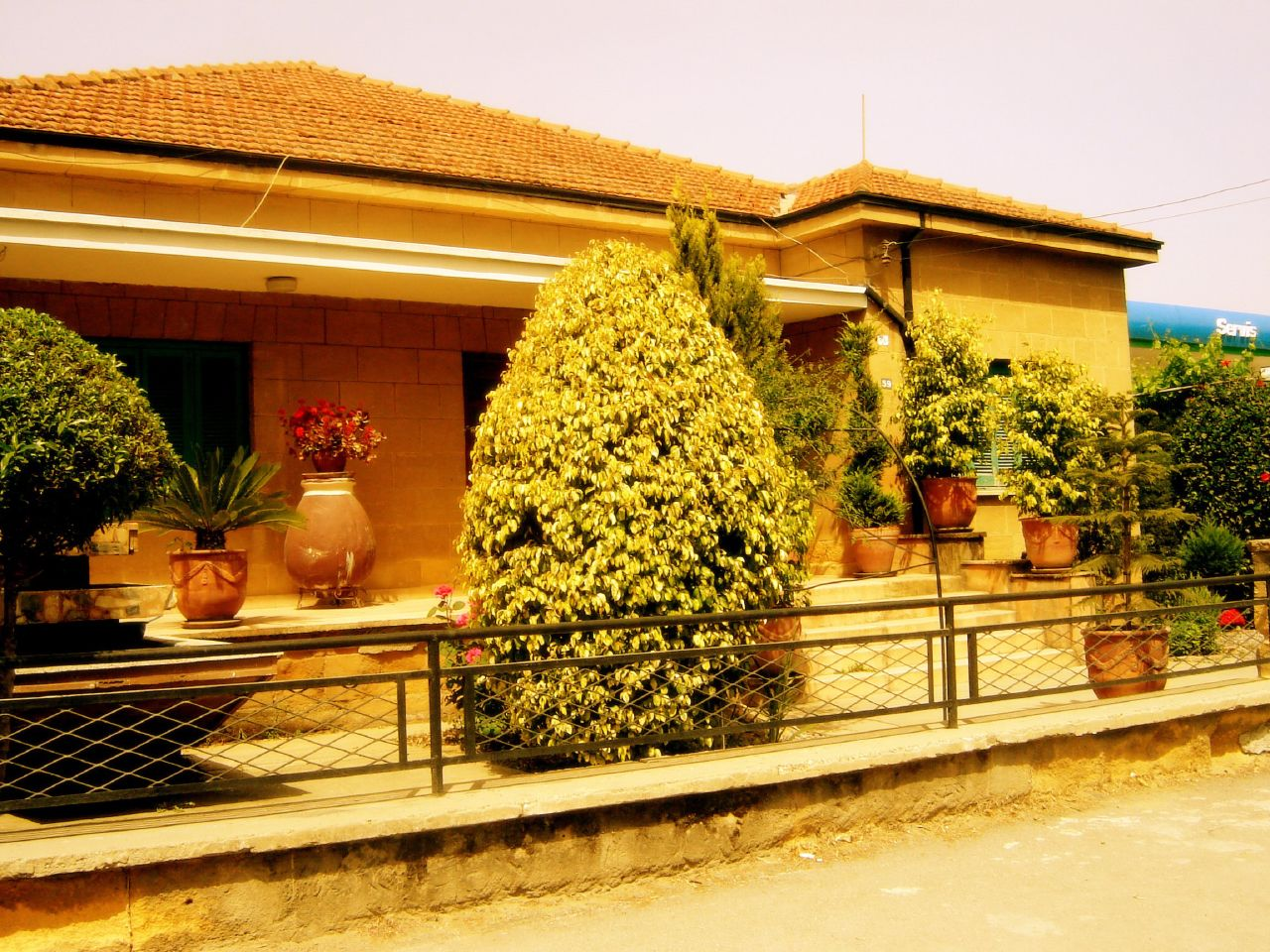
Una casa clásica de la época colonial en Köşklüçiftlik.

Fuera de la ciudad amurallada, el norte de Nicosia se ha ampliado para convertirse en una ciudad grande, con una zona urbana que ha absorbido la ciudad vecina de Gönyeli y el antiguo pueblo de Hamitköy, que forma parte de la municipalidad metropolitana de Lefkoşa. El área metropolitana más grande del norte de Nicosia, por definición, incluye la localidad satélite de Mia Milia, que también se considera que es una parte de la ciudad propiamente dicha, ya que está dentro de la jurisdicción del municipio metropolitano de Lefkoşa; el municipio de Gerolakkos; y el pueblo de Kanlıköy bajo la jurisdicción de Gönyeli, donde se prevé que Nicosia del norte crezca. El área metropolitana tiene una superficie de 165,2 km cuadrados.
Los barrios de Nicosia del Norte fuera de la ciudad amurallada son más amplios que en la ciudad amurallada, con calles más anchas y uniones. Estas áreas se caracterizan por tener edificios de hormigón de varios pisos. En las afueras de la ciudad, también se han construido un buen número de grandes e imponentes villas, que pertenecen a la clase media y alta. Muchos turcochipriotas de clases acomodadas han abandonado la ciudad amurallada para instalarse en áreas tales como Küçük Kaymaklı y Hamitköy, que han vivido en paralelo un auge de sus actividades económicas y comerciales. A medida que la ciudad comenzó a expandirse fuera de la ciudad amurallada en la primera mitad de la área metropolitana, las casas grandes e imponentes fueron construidas en las zonas Köşklüçiftlik y Caglayan, que caracterizan a estos barrios centrales en la actualidad. El barrio de Yenişehir fue planeado por la administración británica en la década de 1940, con un diseño óptimo para reducir al mínimo las distancias y permitir una interacción social sana. Dicho barrio sigue siendo considerado como una obra maestra de la planificación de la ciudad en Chipre.

## Demografía
Nicosia del Norte está habitada principalmente por turcochipriotas y por colonos turcos (incluidos los migrantes). Constituyen la mayoría de la población en la ciudad amurallada, mientras que los turcochipriotas habitan predominantemente en las zonas de la ciudad fuera de las murallas. Los turcochipriotas siguen un estilo de vida más secularizado que los colonos, que suelen ser más conservadores, lo cual provoca una cierta tensión entre ambas comunidades. Sin embargo, a partir de la década de 2010, un número significativo de trabajadores asentados en la ciudad amurallada abandonaron el norte de Chipre.
Históricamente, los turcochipriotas se habían concentrado al norte del cauce del río y los grecochipriotas al sur. La línea verde se trazó para separar los barrios turcos de la ciudad de los barrios griegos, y 7000 turcochipriotas, alrededor del 30% de la población turca de la Gran Nicosia, fueron desplazados de los barrios de la ciudad amurallada y algunos suburbios como Küçük Kaymaklı/Omorfita. El norte de Nicosia también recibió un gran número de turcochipriotas desplazados de los pueblos de los alrededores. El barrio de Göçmenköy (que literalmente significa "pueblo de desplazados") fue fundado para reasentar a estas personas desplazadas. El barrio árabe de Ahmet había tenido presencia armeniochipriota desde la conquista otomana; habiendo sido una minoría hasta la década de 1920, constituían la abrumadora mayoría de la zona en la década de 1950. Al menos 200 armenios de Arab Ahmet, Köşklüçiftlik y Kumsal huyeron del barrio durante la violencia entre comunidades de 1963. Los grecochipriotas huyeron del barrio de Ayluka/Ayios Loukas en 1963, y de los barrios de Trachones/Kızılbaş y Küçük Kaymaklı/Omorphita en 1974. El número de grecochipriotas desplazados de estos barrios en 1974 fue de alrededor de 4700.

## Economía

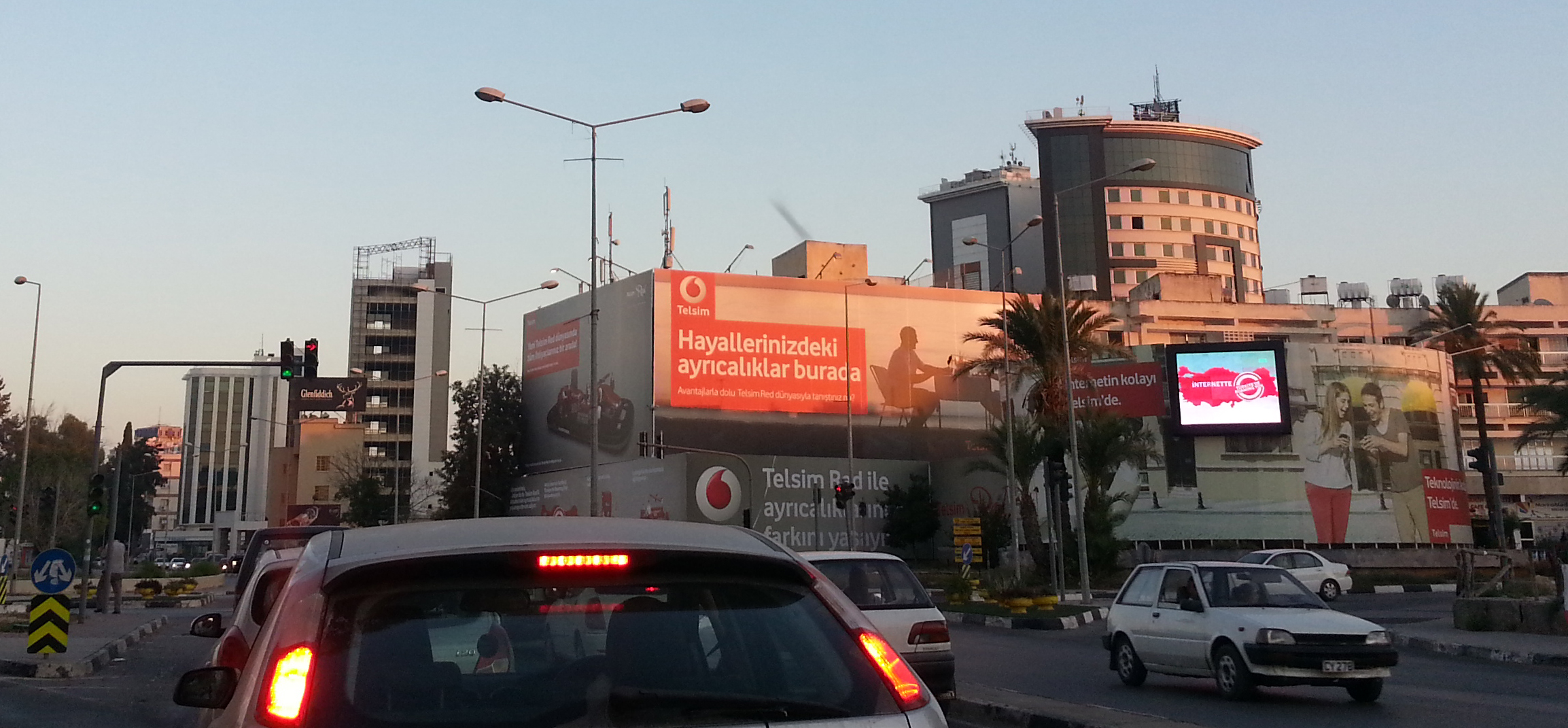
Centro de la ciudad donde se cruzan las avenidas Mehmet Akif y Bedrettin Demirel.

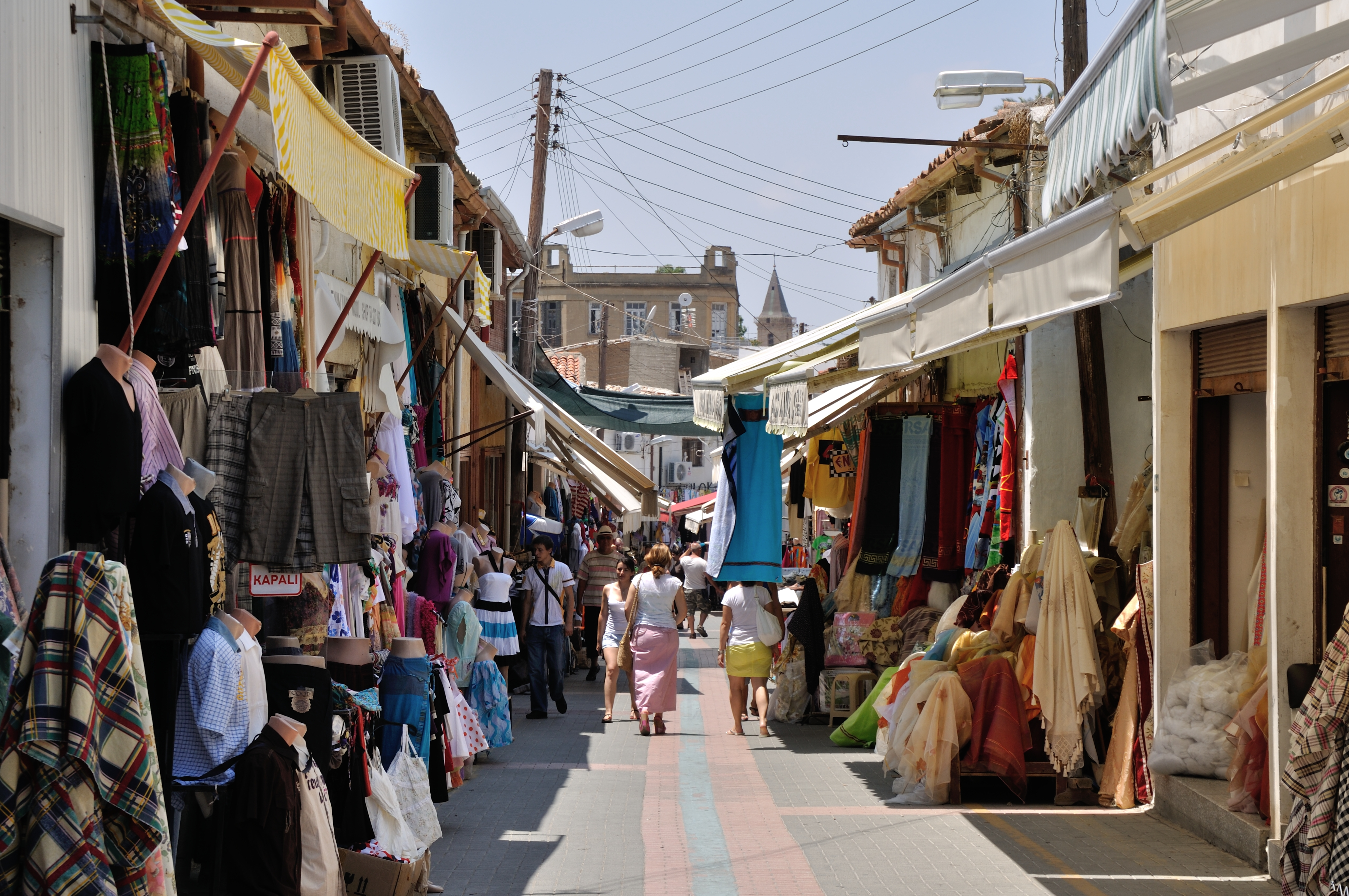
El mercado de Nicosia del Norte, un importante punto de la capital.

Nicosia del Norte es el centro financiero y económico del Norte de Chipre. En 2012, el distrito de Lefkoşa concentraba el 39,9 % de los puestos de trabajo y el 49,5 % de los empleados en el norte de Chipre. El Banco Central de Chipre del Norte se encuentra en la Avenida Bedrettin Demirel. La ciudad ha experimentado un gran crecimiento urbano en las últimas décadas, pero las autoridades han sido criticadas por la falta de planificación de la ciudad. Entre 2008 y 2010, las tasas de construcción en la zona urbana de Nicosia del Norte crecieron un 23,9 %. El mayor auge se observó en la construcción de nuevas instalaciones industriales en la ciudad, que creció un 87,5 % en dos años. Nicosia del Norte también creció en importancia como centro comercial, como indica la construcción de oficinas, que creció un 74,2 %. Recientemente, se han puesto en marcha programas para regular el crecimiento de la ciudad que se ha expandido sin control. Nicosia del Norte ha sido identificada como una ciudad con un alto grado de desarrollo y el bienestar. Un aspecto de Nicosia del Norte que le da la ventaja a la hora de crecer económicamente es su posición central en el norte de Chipre, donde se cruza el transporte entre Kyrenia, Famagusta y Morfou. Nicosia del Norte es la sede de la Feria Internacional de Nicosia y una zona industrial organizada, donde se encuentran muchas empresas y fabricantes. Por su ubicación, junto con otras instalaciones como el gran complejo deportivo, se eligió para estar en la conexión entre las carreteras que unen Morfou y a Famagusta. Nicosia del norte influye enormemente en la economía de la comarca, por lo que el Aeropuerto Internacional de Ercan, junto con Dikomo, se encuentran en el distrito de Kyrenia al noroeste de la República Turca del Norte de Chipre.
La economía de la ciudad amurallada se ha estancado a lo largo de las décadas de 2000 y 2010. El Mercado Municipal central ha perdido parte de su popularidad, a pesar de que comenzó a recibir inversiones a partir de 2014 y se han puesto en marcha programas para revitalizar la zona, organizándose actividades culturales. En 2014, se peatonalizó la zona comercial de Arasta, cerca del cruce de la calle Ledra, lo que aumentó la popularidad de la zona.
El turismo es un sector importante de la economía. En 2012, el norte de Nicosia recibió a más de 146.000 turistas, lo que representa el 13,8 % de las estancias totales de turistas en el país. En 2008, después de la apertura de la calle Ledra, la zona de Arasta conoció una cierta afluencia de visitantes: alrededor de 2.300 grecochipriotas y muchos turistas utilizaban el cruce de la zona todos los días. La ciudad ha sido testigo de la construcción de grandes hoteles a finales de la década de 2000 y principios de la década del 2010. Las construcciones han cambiado el perfil de la ciudad, en donde destacan los rascacielos del Merit Hotel, recientemente construido en la Avenida Mehmet Akif, y del Golden Tulip Hotel, en la zona de Dereboyu. El hotel más antiguo del país, el Saray Hotel, también fue renovado y cada uno de los tres hoteles tiene su propio casino, con una capacidad total de alrededor de 700 personas. La ciudad obtuvo alrededor de 117 millones de liras turcas por el negocio de las nuevas construcciones sólo en el año 2011. En este año, se observó una gran cantidad de construcción de viviendas, especialmente en Hamitköy y Gönyeli, que forman parte del área urbana de Nicosia, pero también en las regiones de Küçük Kaymaklı y la región de Aydemet, lo que indica un crecimiento residencial en estas áreas.

## Cultura
Nicosia del Norte goza de una considerable diversidad cultural. Los estudiantes de diferentes orígenes se encuentran en sus universidades y celebran sus festivales nacionales con actividades, en las que se realizan sus bailes y tradiciones nacionales. Los diferentes grupos religiosos llevan a cabo sus propias actividades culturales. La Asociación Cultural aleví tiene su sede en Nicosia del Norte.

### Cultura Popular

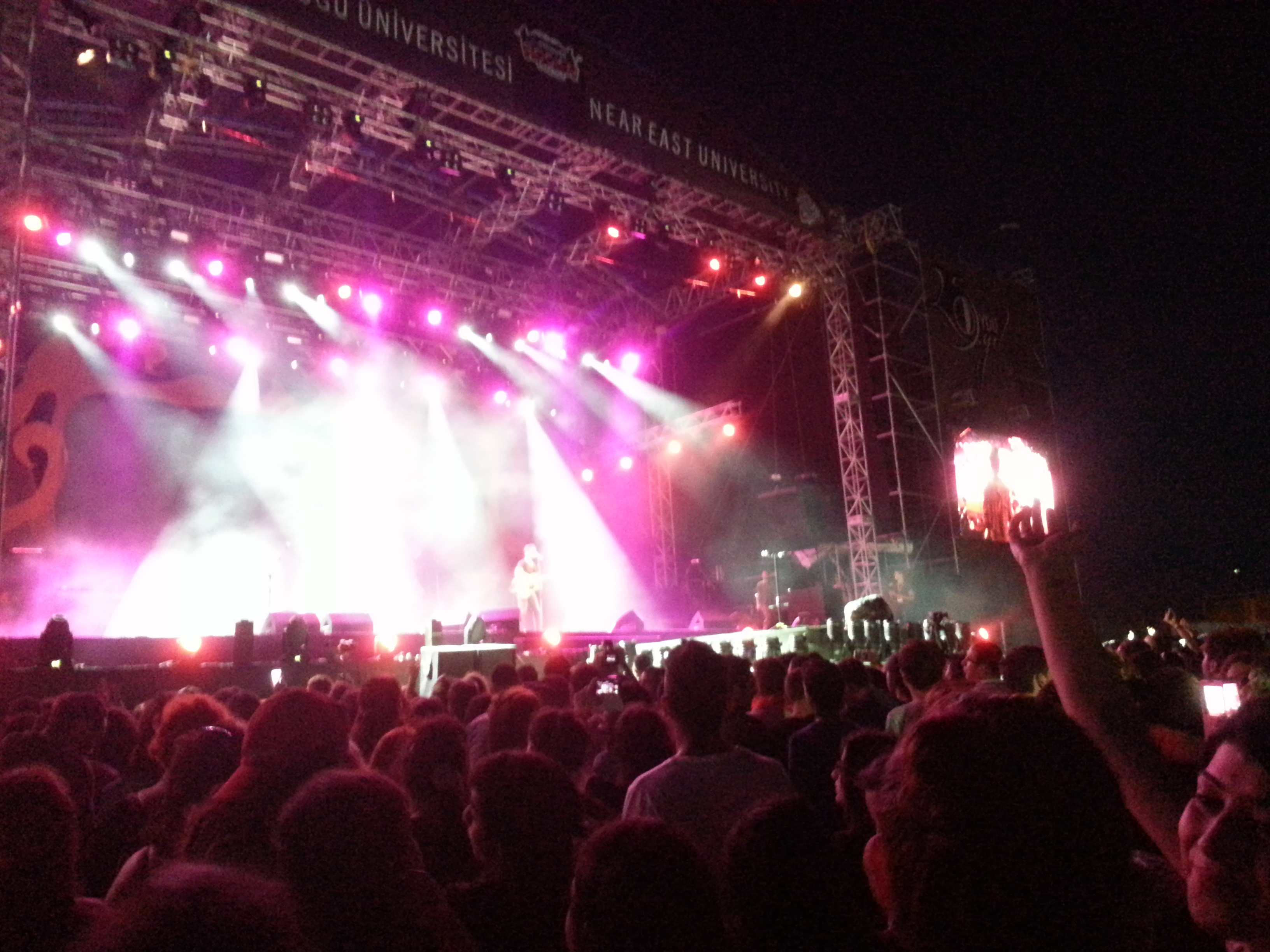
El Festival de Rock de Chipre del Norte del 2014.

Las universidades enriquecen la cultura del norte de Nicosia. La Universidad del Cercano Oriente mantiene anualmente un festival de primavera, durante el cual se llevan a cabo presentaciones de famosos cantantes turcos chipriotas, turcos e internacionales y las bandas realizan, festivales de danza, deportes y competiciones de juegos de mesa. En 2014, la universidad construyó el parque de Oriente Próximo en un área de 220000 mil metros cuadrados, y los conciertos de Deep Purple y bandas turcas como Yüksek Sadakat que atrajo a decenas de miles de espectadores de Chipre y Turquía. Durante el festival, el Ballet Estatal de Moscú también se realizó en la universidad. También es sede de la 'festival de Chipre anual Rock, en el que las bandas de Turquía realizan, y organiza el Carnaval Nicosia NEU en la Avenida Mehmet Akif de la ciudad, en la que los estudiantes muestran su cultura y la gente se agolpan en las calles.
La ciudad ha sido sede de otras organizaciones musicales, tales como la Virgen Festival de la Isla Tiburón, que es la mayor organización de la música electrónica en la isla. La Avenida Mehmet Akif se ha convertido en un centro de entretenimiento, donde los partidos de la calle, festivales y conciertos de bandas y cantantes locales se llevan a cabo. La ciudad amurallada también ha visto la inversión en los últimos años, con centros culturales y bares que están abriendo en los últimos años. Para revitalizar la región, se organizan fiestas mensuales de la calle.

### Bellas Artes
La ciudad cuenta con instituciones de bellas artes en los niveles universitarios, con las facultades de bellas artes de la Universidad del Cercano Oriente y de la Universidad Internacional de Chipre. Las universidades contribuyen a la cultura artística de la ciudad, participando en exposiciones y concursos, y los estudiantes están involucrados en la creación de representaciones artísticas de Nicosia del norte. En 2014, un centro de artes y la cultura en la región Arabahmet se volvió a abrir con la contribución de la Universidad Americana de Girne. En 2013, una nueva sala de exposiciones se dio a conocer en la Universidad del Oriente Próximo, cuyos estudiantes participan en organizaciones en el extranjero.
Las exposiciones de fotografía y concursos se llevan a cabo en la ciudad, organizada por las instituciones públicas y privadas por igual. La artesanía tradicional también se practican de forma activa con exposiciones diarias.

### Las Artes Escénicas

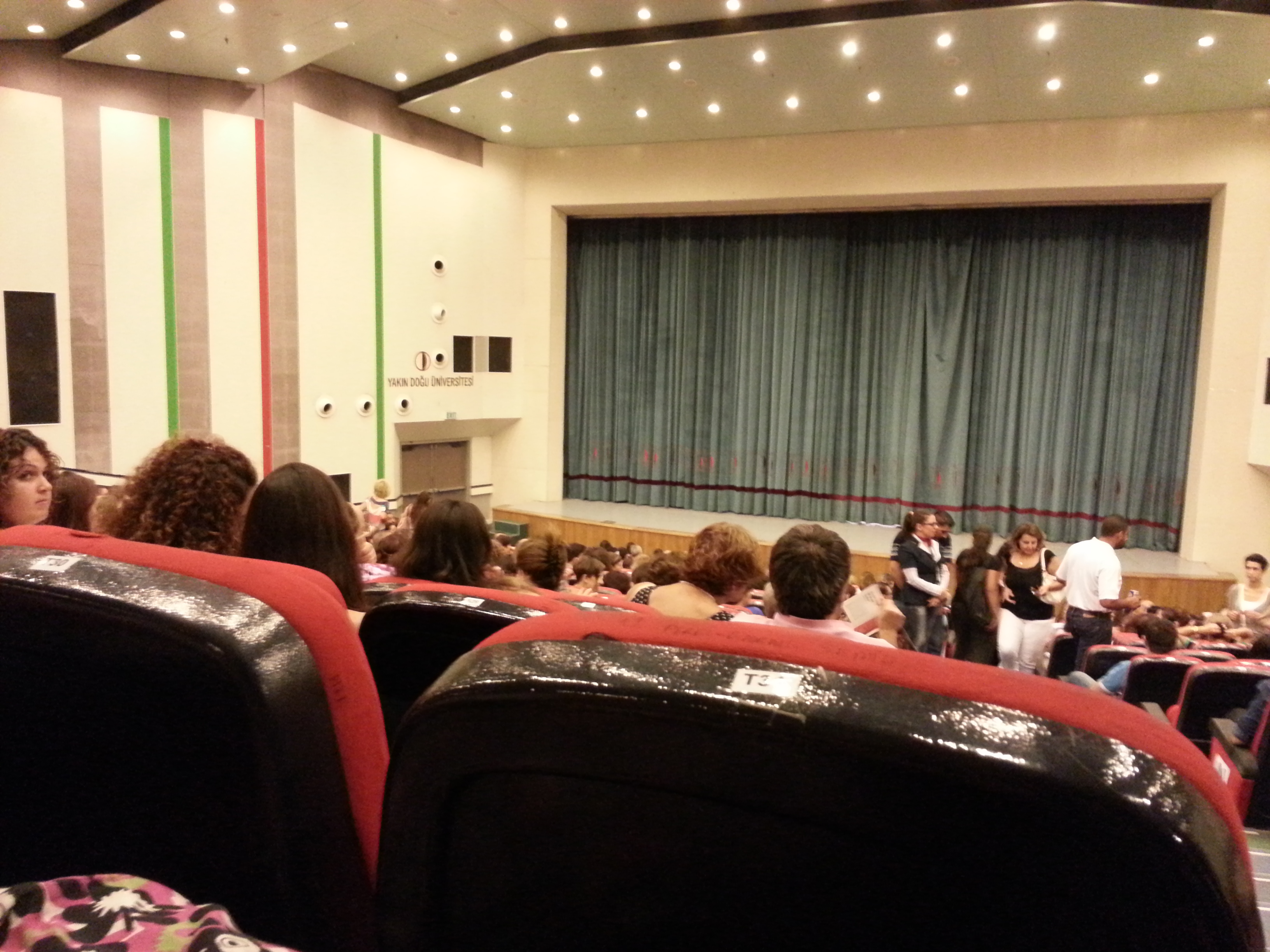
Festival de Teatro de Chipre, celebrado en la Universidad de Oriente Próximo, atrae a salas llenas de audiencias.

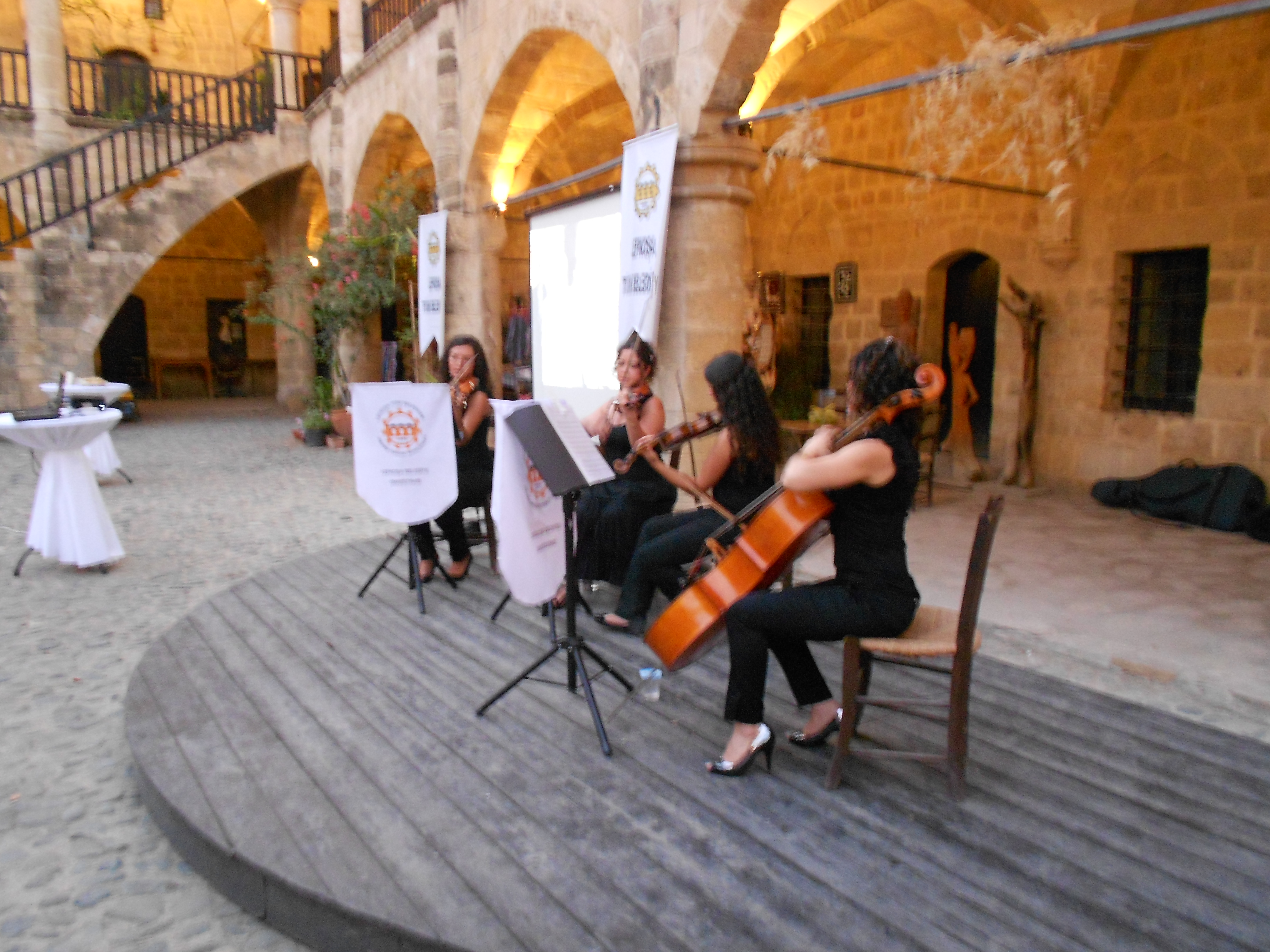
Miembros de la Orquesta Municipal de Lefkoşa realizada en Büyük Han.

El teatro nacional de Turco chipriota y el teatro municipal de Nicosia tienen su sede en Nicosia y ponen un gran número de reproducciones de cada año. El municipio metropolitano turcochipriota de Lefkoşa organiza el Festival de Teatro de Chipre cada año, y prominentes grupos teatrales de Turquía, así como el teatro municipal de Nicosia participan en el festival que se lleva a cabo en el Centro de Congresos y Cultura Atatürk de la Universidad de Oriente Próximo. El teatro es muy popular en el norte de Chipre, y como tales, forman largas colas para la venta de entradas del festival, con el número de asistentes al teatro aumentando cada año. El teatro municipal de Nicosia tiene un grupo para los jóvenes y los niños, y el municipio de Gönyeli tiene su propio taller de teatro que ofrece funciones de teatro Artístico, Nicosia del Norte es otro grupo teatral que está activo en la ciudad.
El municipio metropolitano turcochipriota de Lefkoşa fundó su orquesta Municipal de Lefkoşa en 1987. Desde entonces, la orquesta ha crecido y se ha desarrollado varias ramas, incluyendo el Coro Infantil, Folk Coro, Orquesta Pop, Orquesta América y la Orquesta de Música de Cámara, con cerca de 90 participantes, la mayoría de los cuales son voluntarios. La orquesta con frecuencia ofrece conciertos y participa en grandes festivales musicales realizados en el país. A veces, la orquesta ofrece conciertos en espacios abiertos, como parques y plazas. También lleva a cabo la composición de los concursos. La ciudad es la sede del Festival de Jazz de la Ciudad Amurallada de Nicosia, en el cual los músicos de jazz locales y turcos toman el escenario. 
La ciudad es sede de varios grupos de danza folclórica, que organizan festivales anuales para llevar a cabo bailes populares chipriotas. Los estudiantes o delegaciones visitantes universidades extranjeras realizan sus propios bailes tradicionales. Los estudiantes o delegaciones visitantes de universidades extranjeras realizan sus propios bailes tradicionales. El baile popular de la ciudad acoge la muestra de niños de otros países en el día del niño cada 23 de abril. Nicosia del Norte acoge cada año al Festival Internacional de Folk Dance Nicosia, donde los grupos de varios países realizan por toda la ciudad bailes y danzas en los parques y plazas.
Varias actividades de danza moderna también se llevan a cabo en la ciudad, donde se establecen varias escuelas de danza. musicales de renombre internacional y espectáculos de danza se llevan a cabo frente a un público lleno de gente en la Cultura Atatürk y Congresos. En 2010, la ciudad fue parte de la actividad internacional de Danza de la Tierra, que fue presenciado por miles de lugareños.

## Educación

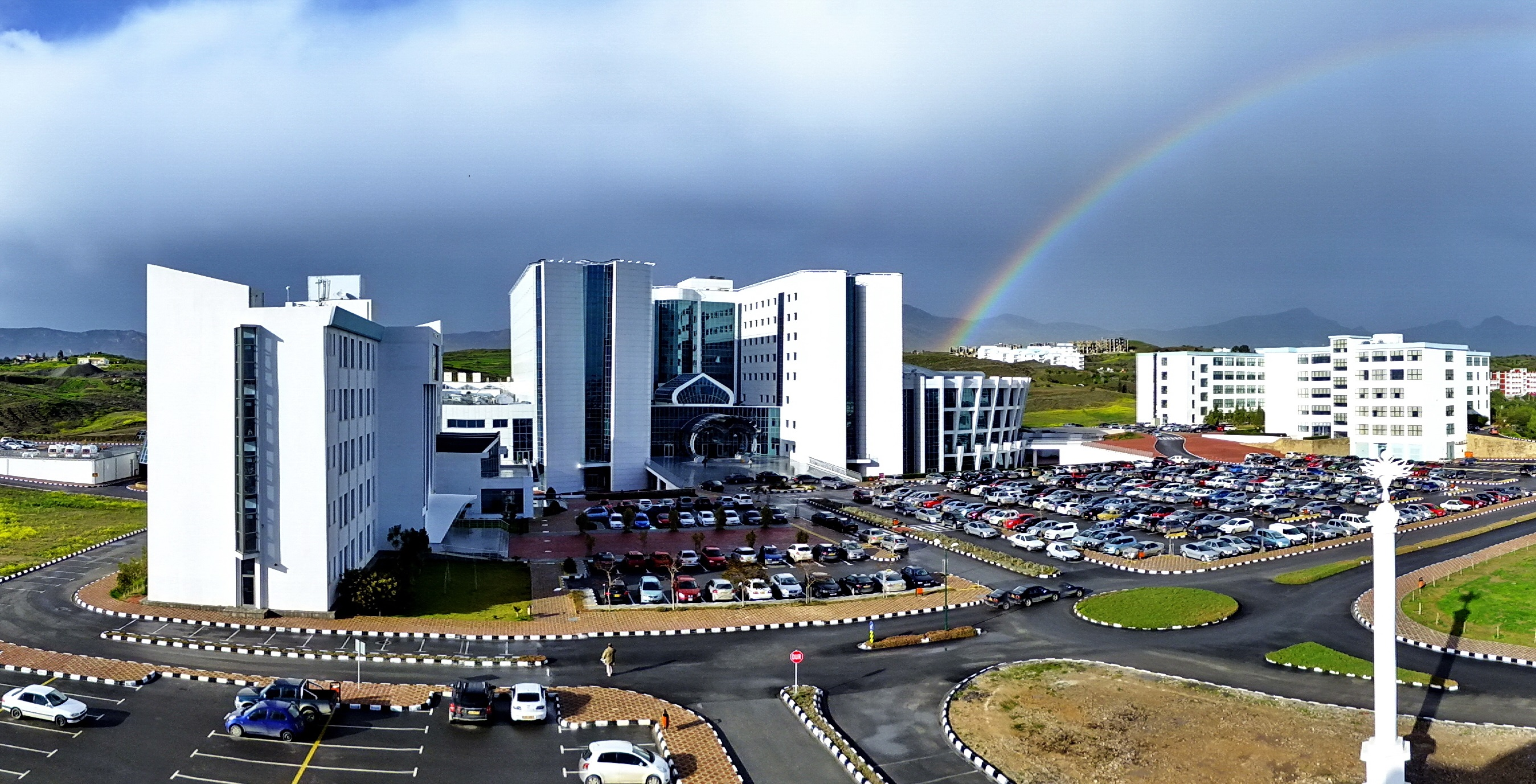
La Facultad de la Universidad de Oriente Próximo de Medicina y el hospital universitario.

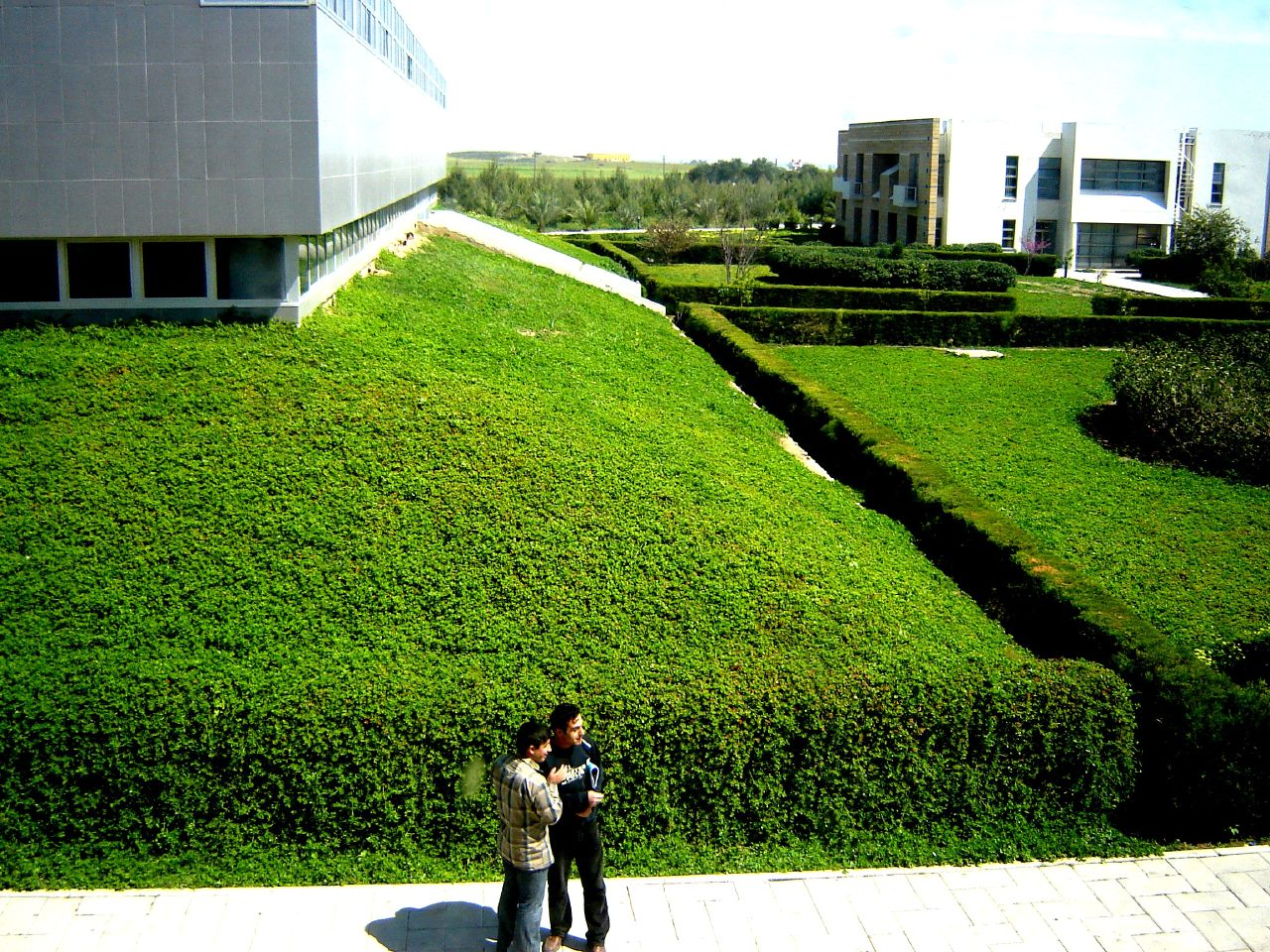
La vista desde el campus de la Universidad Internacional de Chipre.

Nicosia del norte es la sede de tres universidades turcochipriotas, a saber, la Universidad del Cercano oriente (NEU), la Universidad Internacional de Chipre (CIU) y la Universidad de Karpasia Mediterránea. También es sede de un campus de la Universidad Anadolu de Turquía, junto con dos escuelas de formación profesional (Academia de Maestros Atatürk y la Academia de Policía) que son equivalentes a las universidades. En el curso 2014-2015, Nicosia del Norte albergaba una población estudiantil de más de 34.000. La Universidad del Cercano Oriente es la mayor universidad del norte de Chipre, con sus 25.068 estudiantes; la Universidad Internacional de Chipre tiene 8324 estudiantes y la Universidad de Karpasia Mediterránea tiene 632. Las universidades presentan una gran diversidad. Por ejemplo, la Universidad del Cercano Oriente tiene estudiantes de 96 países diferentes; la Universidad Internacional de Chipre, de 64 países distintos.
La Universidad del Cercano Oriente fue fundada en 1988 y su campus está a unos pocos kilómetros de distancia de Nicosia del Norte. Le siguió la Universidad Internacional de Chipre, fundada en 1997, con su campus en Haspolat, fuera de la ciudad propiamente dicha de Nicosia. La Universidad de Karpasia Mediterránea fue fundada en 2011, y está situada en un edificio en Küçük Kaymaklı, dentro de la ciudad de Nicosia del Norte.
Las universidades son muy activas en términos de investigación. La Universidad de Oriente Próximo posee un superordenador que ocupa la decimotercera posición en el mundo y la primera de la región en términos de velocidad de cálculo y capacidad. Se utiliza para ayudar a las universidades de Turquía en su investigación junto con la propia universidad, y ha participado en el experimento Gran Colisionador de Hadrones en el CERN, así como en la investigación del tratamiento de la enfermedad del virus del Ébola. La Universidad de Oriente Próximo también ha desarrollado a nivel local y ha fabricado un coche impulsado por energía completamente solar y tiene centros de investigación en temas que comprenden desde la ingeniería de tejidos a la historia. La Universidad Internacional de Chipre es cuenta con ocho centros de investigación. Ejemplos de las investigaciones realizadas incluyen excavaciones que han descubierto los huesos humanos más antiguos hallados hasta la fecha en Chipre y posibles dispositivos que podrían ser implantados en el cuerpo humano para facilitar la comunicación.
La Gran Biblioteca de la Universidad del Oriente Próximo custodia un millón de libros impresos y 150 millones de recursos electrónicos. Cada día la visitan más de 7.000 personas. Y se han firmado acuerdos para compartir estos recursos con las instituciones turcas.
En el área urbana del Norte de Nicosia hay 21 instituciones estatales que ofrecen educación primaria, junto con tres instituciones especiales para niños con discapacidades. La ciudad alberga tres tipos de escuelas secundarias: escuelas secundarias estatales (lise) que enseñan en turco; "colegios" estatales (kolej) que enseñan en inglés; y escuelas secundarias privadas. La Türk Maarif Koleji es una escuela secundaria estatal con más de 1000 estudiantes que aprenden en inglés, se estableció en 1964 y prepara a los estudiantes para el sistema educativo británico. Las escuelas secundarias privadas de Nicosia son Near East College, Levent College y el TED College. También cabe mencionar la Escuela Secundaria de Bellas Artes Anadolu, de propiedad estatal, y cuatro escuelas secundarias de formación profesional.

## Transporte

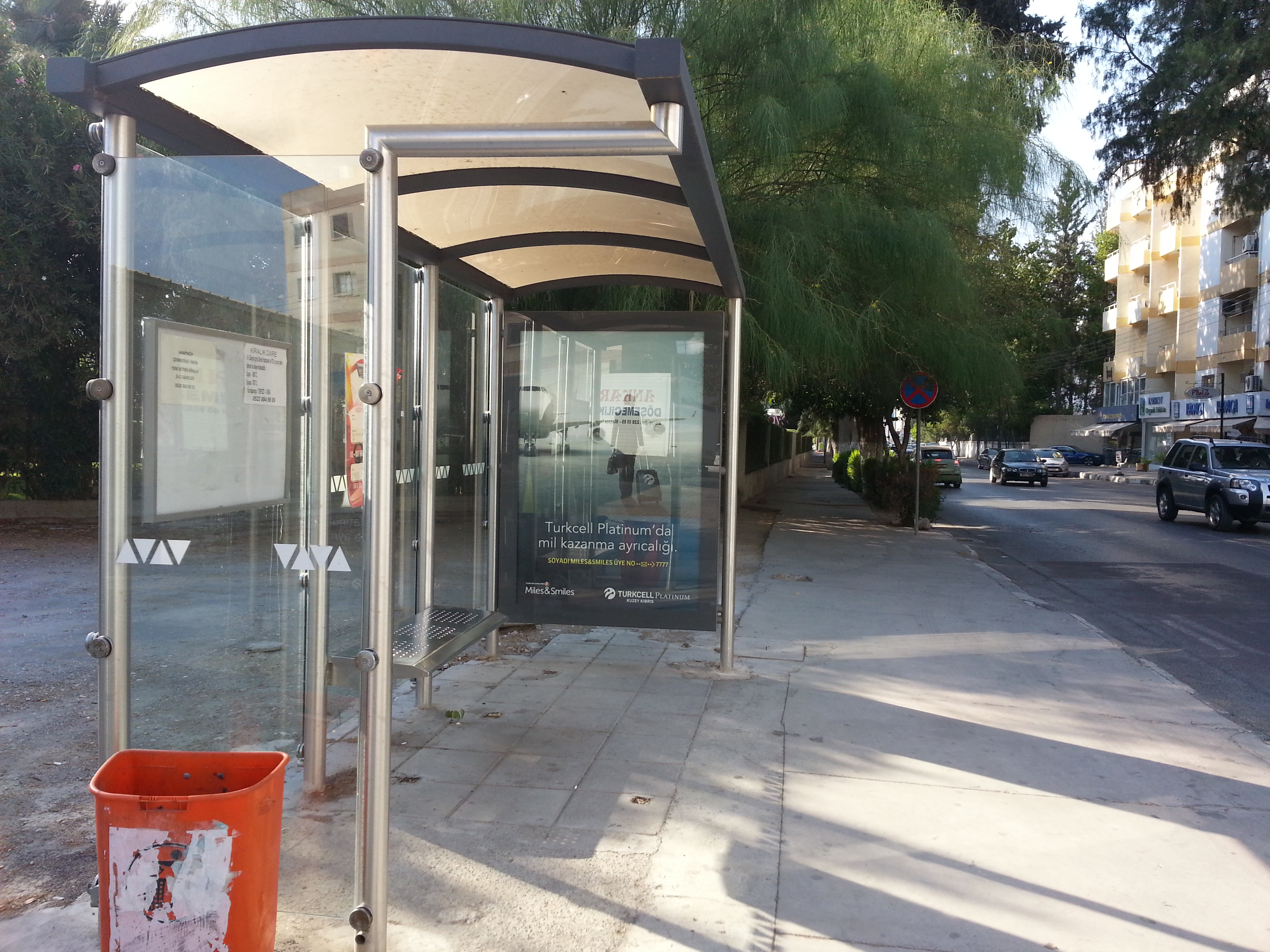
Una parada de autobús en la avenida Bedrettin Demirel.

Nicosia del Norte es un importante centro de transporte en el norte de Chipre, donde las carreteras se unen a otras ciudades importantes del país, los que vienen de las ciudades de Famagusta, Kyrenia y Morfou obligatoriamente cruzan por la capital. La ciudad esata conectada con las otras ciudades con modernas autopistas, de cuatro carriles: la carretera D-30 a partir de Morfou a Famagusta pasa a través de Nicosia del norte, D-25 a Kyrenia. El Aeropuerto Internacional de Ercan se ha utilizado para los vuelos internacionales. No existe un sistema de tren o metro, tampoco esta en plan desarrollar uno. En 2011, los planes para construir un sistema de tranvía fueron presentadas, pero el gobierno y la municipalidad lo rechazaron, sin embargo, la opinión popular está fuertemente a favor de establecer una.
Nicosia del norte ha visto la construcción de nuevas carreteras y caminos recientemente para resolver su problema de tráfico, incluyendo la construcción de dos carreteras de circunvalación en la década de 2010. Uno de estos enlaces de la zona Metehan e indirectamente a la Avenida Mehmet Akif y Gerolakkos e indirectamente la carretera a Morfou, y fue terminado y abierto al público el año 2014. La otra, la carretera de circunvalación norte de Nicosia, se encuentra actualmente en construcción y se conecta D-30 a partir de Famagusta a Morfou directamente a D-25 de Kyrenia, impidiendo la entrada de vehículos de Kyrenia e ir al aeropuerto y desde Famagusta a Kyrenia, Gönyeli o Morfou a la ciudad. Está programado para ser completado en 2016.
La compañía de LETTAŞ ofrece servicios de autobús en el norte de Nicosia. Los autobuses son el único medio de transporte público disponible, y el sistema se considera poco fiable debido al crecimiento no planificado de la ciudad, lo que resulta en los vehículos particulares que son el principal medio de transporte. Hay una terminal de autobuses en la región de Yenişehir. la ciudad amurallada se ha visto facilitada a ser accesible llegar a pie, pero el municipio ha sido criticado por la falta de un sistema fiable de transporte público.